# خردة قشلاق (ورغاهان)
خردة قشلاق بالفارسية: خرده‌قشلاق) هي قرية تقع في إيران في قسم ورغاهان الریفي. يقدر عدد سكانها بـ 35 نسمة .